# Храм Светог пророка Илије у Љуберађи
 Храм Светог пророка Илије  у Љуберађи, налази се у Љуберађи у Општини Бабушница. Храм посвећен Светом Илији пророку. Црква припада  "Православној Епархији нишкој".
Према записима цркву је изградио извесни поп Никола о свом трошку. На освећењу су присуствовали митрополит нишки Капиник и митрополит пиротски Партеније. Поред храма налази се парохијски дом.
Годинама се у време црквене славе „Свети Илија“ 2. августа у Љуберађи одржава сеоски сабор коме присуствује велики број људи из околине.